# Cantó de Bondy-Nord-Oest
El cantó de Bondy-Nord-Oest és un antic cantó francès del departament de Sena Saint-Denis, que estava situat al districte de Bobigny. Comptava amb part del municipi de Bondy.
Al 2015 va desaparèixer i el seu territori va passar a formar part del nou cantó de Bondy.

## Municipis
- Bondy (part)

## Història
| Data d'elecció                           | Identitat         | Partit           | Qualitat |
| ---------------------------------------- | ----------------- | ---------------- | -------- |
| 1945-1976                                | Maurice Coutrot   | SFIO, després PS |          |
| 1976-1988                                | Claude Fuzier     | PS               |          |
| 1988-2001                                | Véronique Neiertz | PS               |          |
| 2001-                                    | Sylvine Thomassin | PS               |          |
| les dades anteriors no són pas conegudes |                   |                  |          |
|                                          |                   |                  |          |

## Demografia
| A partir de 1990: Població sense dobles comptes |